# André Penvern
André Penvern (Sèvres, 26 novembre 1947) è un attore francese.

## Filmografia parziale

### Cinema
- Requiem per un commissario di polizia (Un officier de police sans importance), regia di Jean Larriaga (1973)
- La bandera - Marcia o muori (March or Die), regia di Dick Richards (1977)
- Herbie al rally di Montecarlo (Herbie Goes to Monte Carlo), regia di Vincent McEveety (1977)
- Cocco mio (Gros câlin), regia di Jean-Pierre Rawson (1979)
- I mastini della guerra (The Dogs of War), regia di John Irvin (1980)
- Il ritorno delle aquile (The Holcroft Covenant), regia di John Frankenheimer (1985)
- Due figli di... (Dirty Rotten Scoundrels), regia di Frank Oz (1988)
- La rivoluzione francese (La Révolution française), regia di Robert Enrico, Richard T. Heffron (1989) - miniserie TV
- Vita da bohème (La Vie de bohème), regia di Aki Kaurismäki (1992)
- Prêt-à-Porter, regia di Robert Altman (1994)
- Zattera della Medusa (Le Radeau de la Méduse), regia di Iradj Azimi (1998)
- Amazone, regia di Philippe de Broca (2000)
- Vidocq - La maschera senza volto (Vidocq), regia di Pitof (2001)
- Il patto dei lupi (Le Pacte des loups), regia di Christophe Gans (2001)
- I fiumi di porpora 2 - Gli angeli dell'Apocalisse (Les Rivières pourpres 2 - Les anges de l'apocalypse), regia di Olivier Dahan (2004)
- La Vie en rose (La môme), regia di Olivier Dahan (2007)
- Agathe Cléry, regia di Étienne Chatiliez (2008)
- Bastardi senza gloria (Inglourious Basterds), regia di Quentin Tarantino (2009)
- Chef (Comme un chef), regia di Daniel Cohen (2012)
- Dream Team (Les Seigneurs), regia di Olivier Dahan (2012)
- Paulette, regia di Jérome Enrico (2012)
- Grace di Monaco (Grace of Monaco), regia di Olivier Dahan (2014)
- Belle & Sebastien -  Amici per sempre (Belle et Sébastien 3, le dernier chapitre), regia di Clovis Cornillac (2018)
- The Happy Prince - L'ultimo ritratto di Oscar Wilde (The Happy Prince), regia di Rupert Everett (2018)

### Televisione
- Il commissario Cordier (Les Cordier, juge et flic) – serie TV, 18 episodi (1992-2005)

## Doppiatori italiani
- Mario Bombardieri in Vidocq - La maschera senza volto
- Angelo Nicotra in I fiumi di porpora 2 - Gli angeli dell'Apocalisse
- Luca Biagini in La Vie en rose
- Giorgio Lopez in Dream Team
- Jacques Peyrac in Grace di Monaco
- Bruno Alessandro in Belle & Sebastien - Amici per sempre